# روبرت رايموند
روبرت رايموند (بالإنجليزية: Robert Raymond)‏ هو صحفي أسترالي، ولد في 7 يوليو 1922 في Canungra, Queensland ‏ في أستراليا، وتوفي في 26 سبتمبر 2003 في سيدني في أستراليا.